# Суперкубок Сан-Марино з футболу 2009
Суперкубок Сан-Марино з футболу 2009 — 24-й розіграш турніру, який в той час мав назву Трофео Федерале. Переможцем втретє стала Мурата.

## Учасники
- Чемпіонат Сан-Марино:
  - Чемпіон: Тре Фйорі
  - Бронзовий призер: Мурата
- Кубок Сан-Марино:
  - Володар: Ювенес-Догана
  - Фіналіст: Доманьяно

## Півфінали
| Команда 1       | Рахунок | Команда 2 |
| --------------- | ------- | --------- |
| 23 вересня 2009 |         |           |
| Ювенес-Догана   | 1:2     | Мурата    |
| Тре Фйорі       | 0:1     | Доманьяно |

## Фінал
| Команда 1         | Рахунок | Команда 2 |
| ----------------- | ------- | --------- |
| 24 листопада 2009 |         |           |
| Мурата            | 1:0     | Доманьяно |